# Umberto Strucchi
Umberto Strucchi (Scandiano, 11 gennaio 1943) è un ex calciatore italiano, di ruolo difensore.

## Carriera
Ha militato per cinque stagioni nel Catania, totalizzando 120 presenze in campionato, 21 delle quali in Serie A, categoria nella quale gioca esordendo nella sconfitta interna per 1-0 contro la Juventus del 27 settembre 1970.